# 秋山泰幸
秋山 泰幸（あきやま やすゆき、1979年10月6日 - ）は、日本のプロボクサー。神奈川県小田原市出身。ワタナベボクシングジム所属。

## 来歴
2015年8月8日、後楽園ホールでOPBF･日本ミドル級王者の柴田明雄とタイトルマッチを行ない、8回1分40秒TKO負けを喫した。
2016年7月19日、後楽園ホールで行われた「ダイナマイトパンチ101」で胡朋宏とミドル級8回戦を行い、8回59秒TKO負けを喫した。
2017年12月2日、大阪府立体育会館第二競技場でOPBFミドル級王者の太尊康輝とOPBF&WBOアジアパシフィックミドル級タイトルマッチを行い、5回1分46秒TKO勝ちし、王座を獲得した。
2018年9月26日に後楽園ホールでOPBFミドル級11位、WBOアジアパシフィックミドル級5位の細川チャーリー忍とOPBF&WBOアジアパシフィックミドル級タイトルマッチを行い、11回TKO勝ちで敗れ、王座を失った。

## 獲得タイトル
- 第49代OPBF東洋太平洋ミドル級王座
- WBOアジア太平洋ミドル級王座

## 戦績
- プロ - 21戦12勝（9KO）8敗1分